# 古典馬雅語
古典馬雅語是目前發現證實的馬雅語系語言中，最為古老的一員，為記錄於印地安時期，馬雅文明古典時期銘文所使用的語言。

## 語言的演變
從古典馬雅語至少分支出兩種方言：喬爾方言和猶加敦方言，此兩者最後又分別演變為喬爾語和猶加敦馬雅語。至今，現在的喬爾語及猶加敦馬雅語使用者都還能辨識許多古典馬雅語的字彙。

## 書寫系統
古典馬雅語以一種承自奧爾梅克文字的原始文字符號書寫。古典馬雅文字符號使用的邏輯類似古埃及文，但它是一種音節文字，混雜大量的語標，構成許多動詞及名詞的字根。在文法上，古典馬雅文的字綴常以音節為單位構成。
馬雅人有一個被稱為「人類頭腦最光輝的產物」的「五進位數學體」，馬雅人（或他們的奧爾梅克祖先）獨立發展了零（類似貝型的符號）的數字，它的發明與使用比亞非古文明中最早使用「零」的印度還要早一些，比歐洲人大約早了800年。碑文顯示他們有時會用到億。例如:在計時上，馬雅人有一個稱為阿托盾的單位（相當於230億4000萬天，約6312萬年），就相當於這樣巨大的單位，只有在測量星際距離時才需要用到。

## 分類
如同其他的馬雅語系語言，古典馬雅語以其類型來看，屬於一種動主賓語言(VSO)及作格語言，並使用前綴及後綴構成文法。